# První vláda Múte Bourupa Egedeho
První vláda Múte Bourupa Egedeho byla 25. vládou Grónska. Vznikla po parlamentních volbách v roce 2021 a trvala do roku 2022, kdy jí vystřídala druhá Egedeho vláda. Vedl jí předseda strany Inuit Ataqatigiit Múte Bourup Egede.

## Historie

### Jednání o vládě
V parlamentních volbách 2021 získalo hnutí Inuit Ataqatigiit nejvíce hlasů. Vůdce strany Múte Bourup Egede tak dostal za úkol sestavit novou vládu. Oznámil jednání se všemi stranami, která by měla trvat přibližně do 15. dubna. Strana Naleraq byla otevřená spolupráci, což by znamenalo těsnou většinu. Dne 9. dubna 2021 strana Demokraatit ukončila rozhovory s Inuit Ataqatigiit ze své strany, zatímco Siumut, Naleraq a Atassut v rozhovorech pokračovaly. Dne 13. dubna Inuit Ataqatigiit ukončil rozhovory se Siumutem a vyjednával pouze s dalšími dvěma stranami. Dne 16. dubna Egede oznámil vytvoření nové koalice složené z Inuit Ataqatigiit a Naleraq. Atassut se rozhodl, že se nestane součástí koalice kvůli rozdílným postojům v otázce nezávislosti, ale souhlasil, že bude vystupovat jako podpůrná strana, aby zajistil koalici těsnou většinu. Vláda se skládala z deseti ministrů a ministryň a byla oficiálně zvolena 23. dubna na ustavujícím zasedání Grónského parlamentu.

### Vývoj ve vládě
Již 18. června se Eqaluk Høegh kvůli stresu dočasně vzdal resortu spravedlnosti ve prospěch Naaji Nathanielsenové, která jej 6. srpna převzala trvale. Dne 27. srpna Eqaluk Høegh rezignoval natrvalo a jeho ministerstvo dočasně přešlo na Mimi Karlsenovou.
Dne 19. září vyšel v deníku Berlingske rozhovor s Pele Brobergem, v němž uvedl, že slovo Rigsfællesskab (v češtině Společenství národů pod Dánskou korunou) by mělo být zrušeno, protože předstírá, že Grónsko a Faerské ostrovy jsou rovnocenné Dánsku, což podle něj není pravda vzhledem k panujícím neokolonialistickým poměrům. Navrhl také, aby se zvážilo, zda by v referendu o nezávislosti neměla mít právo hlasovat pouze ta část obyvatelstva, která pochází z Inuitů. Múte Bourup Egede se musel od výroků svého ministra distancovat v tiskovém prohlášení. Opoziční strany Siumut a Demokraatit ostře odsoudily výroky, které podle Jense Frederika Nielsena patří do Sovětského svazu. Atassut také kritizoval Peleho Broberga, vyslovil mu nedůvěru a vyzval k jeho odvolání.
Dne 27. září došlo ke změně obsazení. Múte Bourup Egede převzal po Pele Brobergovi rezorty zahraničních věcí a klimatu a zároveň byla Paneeraq Olsen jmenována nástupkyní Eqaluka Høegha, čímž Naleraq získal třetí ministerský post.
Dne 23. listopadu odstoupila Asii Chemnitzová Narupová. Tomu předcházela kritika jejího působení ve funkci tehdejší starostky kraje Sermersooq, která pod jejím vedením začala se ztrátou pronajímat soukromé byty k opětovnému pronájmu. V důsledku toho došlo k další velké restrukturalizaci. Resort financí byl předán Naaji H. Nathanielsen, jejíž ministerstvo bydlení a infrastruktury přešlo na Mariane Paviasen. Mimi Karlsen převzala ministerstvo vnitra.
24. listopadu předseda strany Atassut Aqqalu Jerimiassen oznámil, že jeho partaj nebude vládu nadále podporovat, čímž se koaliční většina v parlamentu zmenšila na jedno křeslo.

### Konec koalice
Dne 4. dubna 2022 se spolupráce mezi Inuit Ataqatigiit a Naleraqem přerušila a předseda vlády Múte Bourup Egede oznámil, že Naleraq se již nebude podílet na vládě. Neshody panovaly již delší dobu a jako klíčové pro přerušení spolupráce jsou uváděny tři případy: 
- Naleraq odmítl hlasovat pro návrh zákona o financích, který obsahuje daň z lovu platýse velkého.
- Partii Naleraq by nepodpořila návrh na zavedení uživatelských poplatků za přístavy.
- Pele Broberg v rozhovoru prohlásil, že v budoucím hlasování o nezávislosti by měli mít možnost hlasovat pouze lidé inuitského původu, což vedlo k Brobergovu odvolání z funkce ministra zahraničí.

Již dříve docházelo k nárůstu vnitřních názorových rozdílů a neshod v politické práci. Dne 4. dubna 2022 Múte Bourup Egede oznámil rozpuštění koalice a společně se Siumutem představil novou koalici. Nový kabinet složil přísahu 5. dubna 2022.

## Složení vlády
| Člen/členka vlády                             | Ministerstvo                                             | Anmerkung                                                             |
| --------------------------------------------- | -------------------------------------------------------- | --------------------------------------------------------------------- |
| Múte B. Egede (Inuit Ataqatigiit)             | předseda vlády                                           | do 27. září 2021                                                      |
| Múte B. Egede (Inuit Ataqatigiit)             | předseda vlády, zahraničí a klima                        | od 27. září 2021                                                      |
| Pele Broberg (Naleraq)                        | zahraničí, klima, obchod, podnikání                      | do 27. září 2021                                                      |
| Pele Broberg (Naleraq)                        | obchod, podnikání                                        | od 27. září 2021                                                      |
| Aqqaluaq B. Egede (Inuit Ataqatigiit)         | rybolov a lov                                            |                                                                       |
| Kirsten Fenckerová (Naleraq)                  | zdravotnictví                                            |                                                                       |
| Eqaluk Høegh (Inuit Ataqatigiit)              | děti, mládež, rodina, spravedlnost                       | do 18. června 2021                                                    |
| Eqaluk Høegh (Inuit Ataqatigiit)              | děti, mládež, rodina                                     | od 18. června do 27. srpna 2021 (přechodně do 6. srpna 2021)          |
| Mimi Karlsenová (Inuit Ataqatigiit)           | práce a sociální věci                                    | do 23. listopadu 2021                                                 |
| Mimi Karlsenová (Inuit Ataqatigiit)           | práce a sociální věci, děti, mládež, rodina              | od 27. srpna do 27. září 2021 (úřadující)                             |
| Mimi Karlsenová (Inuit Ataqatigiit)           | práce a sociální věci, vnitro                            | od 23. listopadu 2021                                                 |
| Kalistat Lund (Inuit Ataqatigiit)             | zemědělství, soběstačnost, energie, životní prostředí    |                                                                       |
| Asii Chemnitzová Narupová (Inuit Ataqatigiit) | finance, vnitro                                          | do 23. listopadu 2021                                                 |
| Naaja Nathanielsenová (Inuit Ataqatigiit)     | bydlení, infrastruktura, suroviny, rovnost               | do 18. června 2021                                                    |
| Naaja Nathanielsenová (Inuit Ataqatigiit)     | bydlení, infrastruktura, suroviny, rovnost, spravedlnost | od 18. června 2021 (přechodně do 6. srpna 2021) do 23. listopadu 2021 |
| Naaja Nathanielsenová (Inuit Ataqatigiit)     | finance, suroviny, rovnost, spravedlnost                 | od 23. listopadu 2021                                                 |
| Paneeraq Olsen (Naleraq)                      | děti, mládež, rodina                                     | od 27. září 2021                                                      |
| Peter Olsen (Inuit Ataqatigiit)               | vzdělávání, kultura, sport, církev                       |                                                                       |
| Mariane Paviasenová (Inuit Ataqatigiit)       | bydlení a infrastruktura                                 | od 27. září 2021                                                      |